# غوتهارد فرانتز
غوتهارد فرانتز (بالإنجليزية: Gotthard Frantz)‏ هو عسكري أمريكي، ولد في 5 مايو 1888 في برلين في ألمانيا، وتوفي في 21 يناير 1973 في باد هومبورغ في ألمانيا.